# 万州 (重慶市)
万州（萬州、ばんしゅう）は、中国にかつて存在した州。唐代から明初にかけて、現在の重慶市万州区一帯に設置された。

## 概要
619年（武徳2年）、唐により信州南浦県が分離されて南浦州が置かれた。南浦州は南浦・梁山・武寧の3県を管轄した。625年（武徳8年）、南浦州は廃止された。南浦・梁山の2県は夔州に、武寧県は忠州に移管されたが、627年（貞観元年）にこの3県をもって浦州が置かれた。634年（貞観8年）、浦州は万州と改称された。742年（天宝元年）、万州は南浦郡と改称された。758年（乾元元年）、南浦郡は万州の称にもどされた。万州は山南東道に属し、南浦・武寧・梁山の3県を管轄した。天宝年間に5179戸、25746人あった。
宋のとき、万州は夔州路に属し、南浦・武寧の2県を管轄した。
元のとき、万州は夔州路に属し、武寧県を管轄した。
1373年（洪武6年）、明により万州は万県に降格し、夔州府に属した。